# Bitka pri Draču (1081)
Bitka pri Draču (tudi Obleganje Drača) je bil vojaški spopad med Bizantinskim cesarstvom in Normani iz Apulije in Kalabrije 18. oktobra 1081. Bizantinski vojski je poveljeval cesar Aleksej I. Komnen, Normanom pa vojvoda Robert Guiscard. Bitka je potekala pred Dračem (albansko: Durrës ali Durrësi v današnji Albaniji), glavnim mestom bizantinske province Ilirije. Končala se je s popolno zmago Normanov.
Po zmagi Normanov nad Bizantinci v Italiji in Saraceni na Siciliji je bizantinski cesar Mihael VII. Dukas (1071-1078) zaročil svojega sina s hčerko Roberta Guiscarda. Ko so Mihaela leta 1078 vrgli s prestola, je Robert njegovo odstavitev izkoristil kot izgovor za napad na Bizantinsko cesarstvo. Njegova vojska je začela oblegati Drač, njegovo mornarico pa so porazili Benečani. 18. oktobra 1081 so se Normani pred Dračem spopadli z bizantinsko vojsko pod poveljstvom cesarja Alekseja I. Komnena. Bitka se je začela z napadom desnega krila bizantinske vojske na normansko levo krilo, ki se je zlomilo in pobegnilo. Varjaški najemniki so zasledovali bežeče Normane in se ločili od glavnine, potem pa so jih Normani obkolili in uničili. Normanski vitezi so nato napadli sredino bizantinske vojske in prisilili Bizantince k umiku.
Po osvojitvi Drača februarja 1082 so začeli Normani prodirati v notranjost dežele. Zasedli so  večino Makedonije in Tesalije, potem pa je Robert odšel v Italijo, ker je cesar Svetega Rimskega cesarstva Henrik IV. napadel Robertovega zaveznika papeža Gregorja VII. (1073-1085). Vojsko je prepustil nečaku Bohemondu Tarantskemu. Bohemond se je nekaj časa uspešno upiral Bizantincem, potem pa je pred Lariso doživel hud poraz. Po porazu se je moral umakniti v Italijo in Bizantincem prepustiti vsa osvojena ozemlja.

## Zgodovinsko ozadje
Normani so prišli v južno Italijo iz severne Francije leta 1015 kot najemniki langobardskih posestnikov za borbo proti Bizantinskemu cesarstvu. Za plačilo so dobili zemljo in kmalu so postali dovolj močni, da so se uprli papežu Leonu IX. (1002–1054). Leta 1054 so ga porazili v bitki pri Civitatu in ga prisilili, da je priznal njihovo oblast. Leta 1059 je papež Robertu Guiscardu Hautevillskemu podelil naslov vojvode Apulije, Karabrije in Sicilije, čeprav so večini Apulije in Kalabrije vladali Bizantinci, Siciliji pa Saraceni.
Leta 1071 sta Robert Guiscard in njegov brat Rogerij zavzela zadnjo bizantinsko utrdbo v Italiji – Bari. Naslednje leto sta zavzela še Sicilijo in muslimanskega Sicilskega emirata je bilo konec. Leta 1073 je bizantinski cesar Mihael VII. Dukas (1071–1078) ponudil roko svojega sina Konstantina Robertovi hčerki Heleni. Robert je ponudbo sprejel in hčerko poslal v Bizanc. Ker je Nikefor III. Botanijat (1078–1081) leta 1078 vrgel Mihaela s prestola, je Helena izgubila vse možnosti, da postane bizantinska cesarica. Mihaelova odstavitev je bila zato za Roberta ravno pravi izgovor, da napade Bizantinsko cesarstvo, zaradi upora v Italiji pa je moral napad za nekaj časa odložiti.
Robert je v vojsko vpoklical vse moške, ki so bili sposobni za boj. Na bizantinski dvor je poslal svojega ambasadorja z zahtevo, da ustrezno uredi položaj njegove hčerke Helene, tako da bo imela prednost pred drugim kandidatom za cesarski prestol - Aleksejem I. Komnenom. Rezultati pogajanj niso znani, med ambasadorjevim vračanjem v Italijo pa je Aleksej uspešno izvedel državni udar in vrgel Nikefor III. s prestola.
Ko se je ambasador vrnil v Italijo, je Robertu predlagal, naj z Aleksejem sklene premirje, ker to želi tudi Aleksej. Robert se za nasvete ni zmenil, pač pa je v Grčijo poslal predhodnico svoje vojske z nečakom Bohemondom na čelu. Predhodnica se je izkrcala v Aulonu, kmalu za njo pa še Robert.

## Priprave
Normansko ladjevje, ki je štelo 150 ladij s 60 ladjami za prevoz konj, je odplulo iz Italije proti Avaloni (Vlorë v današnji Albaniji) maja 1081. Vojska je štela 30.000 mož in 1.300 normanskih vitezov. V Avaloni se jim je pridružilo nekaj ladij iz Dubrovniške republike, ki je bila nasprotnica Bizantinskega cesarstva.
Robert je kmalu zapustil Avalono in odplul proti Krfu, ki se mu je zaradi majhne vojaške posadke takoj vdal. Krf je postal odlično mostišče za prihod okrepitev iz Italije. Robert je nato  začel prodirati proti Draču, glavnemu mestu in največjemu pristanišču v bizantinski provinci Iliriji. Mesto je imelo dobro obrambo. Stalo je na dolgem ozkem polotoku, ki je bil vzporeden z obalo, od obale pa so ga ločevala obsežna močvirja. Robert je z vojsko prodrl na polotok in se utaboril pred mestom. Njegovo ladjevje je v neurju izgubilo več ladij.
Ko je Aleksej izvedel, da Normani pripravljajo invazijo na njegovo cesarstvo, je poslal k beneškemu dožu Domenicu Selvu ambasadorja s prošnjo za pomoč. V zameno mu je ponudil trgovinske ugodnosti. Ko je dož izvedel, da Normani nadzirajo Otrantska vrata, je na jug takoj poslal beneško vojno ladjevje, ki je napadlo normansko ladjevje pod Bohemondovim poveljstvom. Normani so se žilavo upirali, zaradi premajhnih izkušenj v pomorskem vojskovanju pa so jih Benačani porazili in zapluli  v draško pristanišče.

## Obleganje Drača
Robert je kljub porazu na morju začel oblegati Drač. Vojaški posadki v mestu je poveljeval izkušen general Jurij Paleolog, ki je imel Aleksejev ukaz, da obdrži mesto za vsako ceno, dokler mu sam ne pride na pomoč.
Medtem je v Drač priplulo bizantinsko ladjevje. Skupaj z Benečani so na morju napadli Normane  in jih ponovno porazili. Mesto se je Robertovim napadom s katapulti, balistami in oblegovalnimi stolpi upiralo celo poletje. Posadka je stalno delala izpade iz mesta. V enem od izpadov se je Paleolog cel dan bojeval s konico puščice v glavi, v drugem pa so uničili Robertov oblegovalni stolp.
Robertov tabor je nato prizadela bolezen. Zgodovinarka tistega časa Ana Komnena je zapisala, da je zaradi bolezni umrlo več kot 10.000 mož, med katerimi je bilo 500 vitezov. Položaj v mestu je bil kljub temu vsak dan hujši. Aleksej je z vojsko takoj krenil iz Soluna proti Draču.  Ana Komnena pravi, da je njegova vojska štela 20.000 mož (zgodovinar John Haldon pravi, da 18.000-20.000 mož) Vojsko so sestavljale tračanske in makedonske tagme, ki so štele okrog 5.000 mož, cesarjeva dvorna garda (ekskubitorji), ki je štela okrog 1.000 mož, 2.800 manihejcev (bogomilski heretiki, ki so bili organizirani v vojaške enote), tesalska konjenica, prisilno rekrutirani vojaki z Balkana, armenski pešci in druge lahko oborožene vojaške enote.  Bizantincem se je pridružilo tudi 2.000 turških in 1.000 frankovskih najemnikov, okrog 1.000 Varjagov in 7.000 Turkov iz Seldžuškega sultanata Rum. Aleksej je odpoklical tudi tagme iz preostalih bizantinskih posesti v Mali Aziji in Malo Azijo na milost in nemilost prepustil Turkom.

## Bitka

### Začetni premiki
Aleksej se je 15. oktobra 1081 z vojsko utaboril ob reki Harzanes (Erzeni) v bližini Drača. Sklical je vojni svet in se posvetoval s svojimi častniki. Med udeleženci je bil tudi  Jurij Paleolog, kateremu se je uspelo izmuznti se iz mesta. Večina visokih častnikov, vključno s Paleologom, je cesarja pozivala k previdnosti, ker situacija ni bila njemu v prid. Alekseju je bil ljubši  takojšnji napad, ker je upal, da bo Guiscarda napad v hrbet presenetil. Aleksej je premaknil svojo vojsko v hribe nasproti mesta in nameraval napasti že naslednji dan.
Robert Guiscard je vedel za Aleksejev prihod, zato je ponoči 17. oktobra umaknil svojo vojsko s polotoka na celino. Ko je Aleksej izvedel za Guiscardov premik, je spremenil načrt bitke. Vojsko je razdelil na tri oddelke: levemu krilu je poveljeval Gregor Pakurian,  desnemu Nikefor Melisen, centru pa cesar Aleksej. Desnemu krilu Guiscardove vojske  je poveljeval grof Giovinazza, levemu Bohemond, centru pa Robert Guiscard.
Varjagi so imeli nalogo, da se razporedijo pred glavno frontno linijo. Pred Varjage bi se moral postaviti močan oddelek lokostrelcev, izstreliti salvo puščic in se potem umakniti Varjagom za hrbet.  Lokostrelci so ponavljali opisani manever, dokler se nista vojski približali druga drugi.
Guiscard je nato poslal oddelek konjenice, ki je fingiral napad na center bizantinske vojske. Upal je da bo fingirani napad zvabil Varjage proti njegovim položajem, toda načrt ni uspel, ker so lokostrelci prisilili konjenico k umiku. Takrat je napadlo normansko desno krilo in svoj napad usmerilo na levi bok Varjagov. Varjagi so vzdržali napad Normanov, potem pa je bizantinsko levo krilo in del Aleksejevih elitnih enot iz centra napadlo prodirajoče Normane. Normanske vrste so razpadle in Normani so se umaknili proti obali. Bežeče Normane je  zbrala Guiscardova žena Sikelgajta in skupaj z njimi krenila v protinapad. Ana Komnena jo je opisala kot »drugi Pallas, če ne druga Atena«.

### Zlom Bizantincev
Medtem sta se z Normani spopadla tudi levo krilo in center bizantinske vojske. Po zlomu levega krila je normanskim vitezom grozila obkolitev. Takrat so se Varjagi, v glavnem anglosaksonci, ki so po normanski invaziji zapustili Anglijo, pridružili napadu na normansko desno krilo. S težkimi bojnimi sekirami so napadli normanske viteze, ki so se panično umaknili, Varjagi pa so jih zasledovali in se ločili od glavnine. Guiscard je nanje  poslal svoje kopjanike in samostrelce, ki so Varjagom zadali velike izgube. Ostanki Varjagov so se zatekli v cerkev Nadangela Mihaela, cerkev pa so Normani zažgali in vsi Varjagi so v požaru umrli.
Situacijo je poskusil rešiti Jurij Paleolog z izpadom iz Drača, na žalost pa je Aleksejev vazal Konstantin Bodin iz Zete Alekseja izdal, njemu pa so sledili še Turki seldžuškega sultana Sulejmana I. in dezertirali.
Po izdaji in zlomu levega krila bizantinske vojske je Guiscard s težko konjenico napadel njihov center. Bizantinsko vojsko je razbil na manjše skupine in jih začel uničevati. Napad je razbil bizantinske vrste in jih pregnal v brezglav beg. Normani so osvojili tudi cesarjev tabor, ki je ostal brez branilcev.
Aleksej se je s svojo gardo dolgo časa upiral, potem pa se je moral umakniti. Med umikom so ga napadli normanski vojaki in ga ranili v čelo, tako da je izgubil mnogo krvi. Nazadnje se je umaknil v Ohrid, kjer je ponovno uredil svojo vojsko.

## Posledice
Bitka je bila velik Aleksejev poraz. Zgodovinar Jonathan Harris trdi, da je bil poraz »enako resen kot poraz pri Manzikertu leta 1071«. Aleksej je izgubil približno 5.000 vojakov in večino Varjagov. Normanske izgube niso znane, toda John Haldon sklepa, da so bile precejšnje, ker sta se obe krili normanske vojske zlomili in pobegnili. Zgodovinar Robert Holmes pripisuje zmago novemu načinu vojskovanja: »Vitezi so uporabili novo taktiko: sulico so trdno stiskali pod roko in tako združili udarno moč človeka in konja - in zmagali.«
Juriju Paleologu umik v mesto po bitki ni uspel in z glavnino vojske se je umaknil v Ohrid. Obramba citadele je bila prepuščena Benečanom, obramba mesta pa Albancem iz klana Komiskortes. Februarja 1082 je Drač padel, ker so Benečani ali Amalfijci Normanom odprli mestna vrata. Normanska vojska je zatem brez večjih težav osvojila večino severne Grčije.  
Ko je bil Guiscard v Kastoriji, je dobil iz Italije sporočilo, da so se Apulija, Kalabrija in Kampanija uprle, cesar Svetega Rimskega cesarstva Henrik IV. pa je v Rimu oblegal normanskega zaveznika, papeža Gregorja VII. Aleksej je namreč medtem s cesarjem Henrikom sklenil zavezništvo in mu zato plačal 360.000 zlatnikov. Guiscard se je nahitro vrnil v Italijo in vojsko prepustil nečaku Bohemondu.
Aleksej je zaradi pomanjkanja denarja ukazal zaplembo vsega cerkvenega premoženja. S tem denarjem je v bližini Soluna zbral novo vojsko in napadel Bohemonda. Bohemond je Alekseja kar dvakrat premagal v bitkah pri Árti in Ioánnini,  obdržal oblast v Makedoniji in skoraj celi Tesaliji in z vojsko odkorakal proti Larisi. Medtem je Aleksej zbral novo vojsko in s 7.000 Seldžuki, ki mu jih je dal na razpolago sultan Ruma, pri Larisi napadel Normane in jih porazil. Demoralizirana in neplačana normanska vojska se je vrnila na obalo in odplula v Italijo.
Aleksej je Benečanom za njihovo pomoč v bojih z Normani dovolil ustanovitev trgovske kolonije v Bizancu in jih oprostil plačevanja trgovskih pristojbin. Benečani so za protiuslugo osvojili Drač in otok Krf in ju vrnili Bizantinskemu cesarstvu. S tema dvema zmagama se je cesarstvo vrnilo v stanje, kakršno je bilo pred invazijo Normanov in začela se je tako imenovana Komnenska restavracija.

### Primarni vir
- Ana Komnena, Aleksiada

### Sekundarni viri
- Matthew Bennett & Nicholas Hooper, (1996). Cambridge Illustrated Atlas of Warfare: The Middle Ages 768-1487. Cambridge: Cambridge University Press. ISBN 0-521-4409-1
- R Allen Brown, (1984). The Normans. Woodridge: Boydell Press. ISBN 0-85115-199-X
- Robin Cross, (1991). The Guinness Encyclopedia of Warfare. Enfield: Guinness Publishing. ISBN 0-85112-985-4
- Christopher Gravett and David Nicolle, (2006). The Normans: Warrior Knights and their Castles. Oxford: Osprey. ISBN 1-84603-088-9
- John Haldon, (2000). The Byzantine Wars. The Mill: Tempest. ISBN 0-7524-1795-9
- Jonathan Harris, (2003). Byzantium and the Crusades. London: Hambledon & London
- Richard Holmes, (1988). The World Atlas of Warfare: Military Innovations That Changed the Course of History. Middlesex: Penguin. ISBN 0-670-81967-0
- John Julius Norwich, (1995). Byzantium: The Decline and Fall. London: Viking. ISBN 0-670-82377-5.
- Warren Treadgold, (1997). A History of Byzantine State and Society. Stanford: Stanford University Press. ISBN 0-8047-2421-0